# Micrurus dumerilii
Espèce
Synonymes
- Elaps dumerilii Jan, 1858
- Elaps colombianus Griffin, 1916
- Micrurus antioquiensis Schmidt, 1936
- Micrurus carinicauda Schmidt, 1936
- Micrurus transandinus Schmidt, 1936

Micrurus dumerilii est une espèce de serpents de la famille des Elapidae. 

## Répartition
Cette espèce se rencontre au Venezuela, en Colombie et en Équateur.
Sa présence est incertaine au Panamá.

## Liste des sous-espèces
Selon The Reptile Database (17 février 2014) :
- Micrurus dumerilii antioquiensis Schmidt, 1936
- Micrurus dumerilii carinicaudus Schmidt, 1936
- Micrurus dumerilii colombianus (Griffin, 1916)
- Micrurus dumerilii dumerilii (Jan, 1858)
- Micrurus dumerilii transandinus Schmidt, 1936
- Micrurus dumerilii venezuelensis Roze, 1989

## Étymologie
Cette espèce est nommée en l'honneur d'André Marie Constant Duméril.

## Publications originales
- Schmidt, 1936 : Preliminary account of coral snakes of South America. Zoological Series of Field Museum of Natural History, vol. 20, no 19, p. 189-203 (texte intégral).
- Griffin, 1916 "1915" : A catalog of the Ophidia from South America at present (June 1916) contained in the Carnegie Museum with descriptions of some new species. Memoirs of the Carnegie Museum, vol. 7, no 3, p. 163-228 (texte intégral).
- Jan, 1858 : Plan d'une iconographie descriptive des ophidiens et description sommaire de nouvelles espèces de serpents. Revue et Magasin de Zoologie Pure et Appliquée, Paris, sér. 2, vol. 10, p. 438-449 & 514-527 (texte intégral).
- Roze, 1989 : New species and subspecies of coral snakes, genus Micrurus (Elapidae), with notes on type specimens of several species. American Museum Novitates, no 2932, p. 1-15 (texte intégral)